# Maren (Ösmo socken, Södermanland, 654533-162652)
Maren är en sjö i Nynäshamns kommun i Södermanland och ingår i Tyresån-Trosaåns kustområde. Sjön har en area på 0,0482 kvadratkilometer och ligger 3 meter över havet.

## Delavrinningsområde
Maren ingår i det delavrinningsområde (654575-162652) som SMHI kallar för Utloppet av Maren. Medelhöjden är 9 meter över havet och ytan är 0,33 kvadratkilometer. Det finns inga avrinningsområden uppströms utan avrinningsområdet är högsta punkten. Avrinningsområdets utflöde mynnar i havet. Avrinningsområdet består mestadels av skog (64 procent), öppen mark (12 procent) och jordbruk (19 procent). Avrinningsområdet har 0,29 kvadratkilometer vattenytor vilket ger det en sjöprocent på 0,8 procent. Bebyggelsen i området täcker en yta av 1,06 kvadratkilometer eller 3 procent av avrinningsområdet.